# Nhà hát Rampa

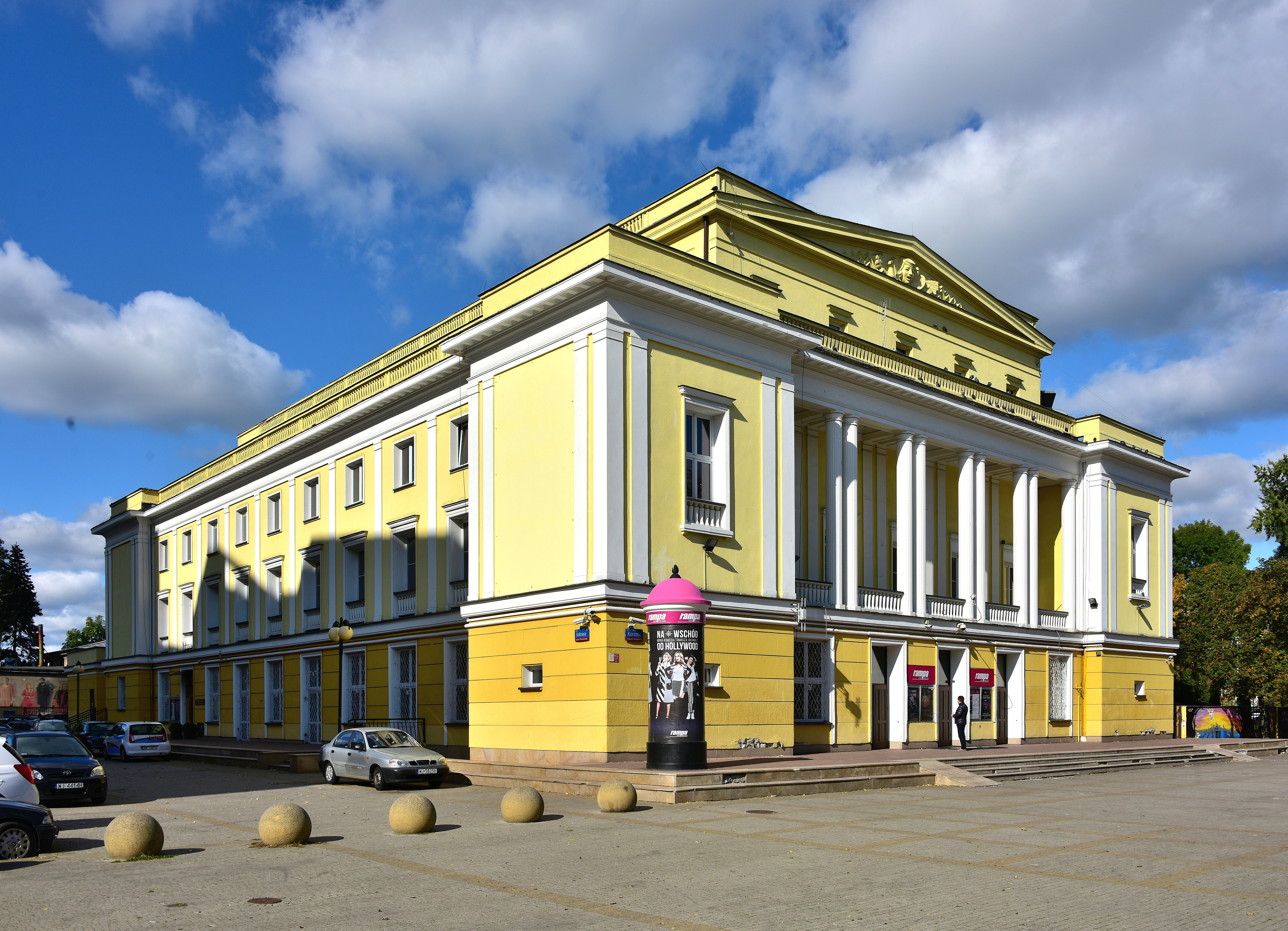
Nhà hát Rampa (2019)

Nhà hát Rampa (Tiếng Ba Lan: Teatr Rampa) là một trong những nhà hát được ghé thăm nhiều nhất ở Warsaw. Hàng năm, Nhà hát chào đón khoảng 80.000 khán giả đến xem hơn 300 buổi biểu diễn được thực hiện ở đây. Hiện nay, Nhà hát tọa lạc tại số 20 Phố Kołowa, Warszawa, Ba Lan. Vị trí giám đốc nhà hát do Witold Olejarz đảm nhiệm (từ năm 1998). Nhà hát được trao giải "Nhà hát của năm 2018" do khán giả bình chọn tại sự kiện WARSZAWIAKI 2018.

## Tiết mục
Các tiết mục của Nhà hát Rampa vô cùng phong phú và hấp dẫn dành cho khán giả người lớn cũng như trẻ em và thanh thiếu niên. Trong đó, Nhà hát chủ yếu chiếm được cảm tình của người dân thủ đô và bạn bè quốc tế với các buổi biểu diễn âm nhạc hay nhất ở Warsaw được dàn dựng công phu dựa vào các tác phẩm văn học xuất sắc nhất, các vở nhạc kịch nổi tiếng thế giới (như "Cafe Sax", "RENT" hay "Jesus Christ Superstar") và các bản hit âm nhạc của các nhóm nhạc huyền thoại (như The Beatles hay ban nhạc Queen).

## Phòng trưng bày nghệ thuật
Phòng trưng bày nghệ thuật tại Nhà hát Rampa đã hoạt động trong nhiều năm và trở thành một địa điểm quan trọng để quảng bá các nghệ sĩ xuất sắc thuộc các lĩnh vực khác nhau: họa sĩ, nhà thiết kế đồ họa và nhiếp ảnh gia. Điều này giúp đông đảo khán giả có những trải nghiệm nghệ thuật phong phú trong chuyến thăm Nhà hát.